# Álvaro Pintos (músico)
Álvaro Pintos (Montevideo; 26 de febrero de 1964) es un músico uruguayo conocido principalmente por ser el baterista y percusionista de los grupos uruguayos de rock El Cuarteto de Nos (desde 1985 hasta la actualidad), La Trampa (desde 1997 hasta 2007) y La Tabaré (desde 1985 hasta 1988).

## Los inicios
Su pronta iniciación en el mundo de la música y el espectáculo permitió establecer unas raíces folcklóricas que resurgirían en su madurez, pero durante la adolescencia nacieron los primeros atisbos de rock. Ricardo compró una guitarra eléctrica y en consecuencia Alvin se ciñó a la batería.
A la edad de 12 años Álvaro Pintos empezó su formación de percusión en el Centro Musical Moderno, y habiendo vuelto Jorge Martinovic, decidieron añadir a Leo Gianetto y crear la banda Fancy en 1976. Más tarde se añadiría como cantante Fernando Iraola.

### Fancy
La primera oportunidad real para la banda se presentó ese mismo año, en un certamen nacional de música llamado Estudiantina 76, dirigido por el poeta y periodista Ignacio Suárez. Pero unas desafortunadas pruebas de admisión dejaron al grupo fuera de juego. Sin embargo el grupo no se rindió, y después de un lavado de cara, cambió de nombre y pasaron a llamarse Mantis. En la edición del 77, no solo se llevaron el primer puesto en la categoría Rock sino que además sobrepasaron al resto en el ranking de popularidad, incluyendo a un grupo formado por los hermanos Musso, con los que uniría caminos años más tarde.
El ligero crecimiento mediático de la banda de Alvin y compañía significó la salida de Leo Gianetto, que marcharía a España a seguir su carrera musical. Su lugar lo ocuparían Julio Pereda, tecladista, y Nino Ibáñez, cantante. Después de un parón artístico de un año, Mantis reinició su proyecto musical participando en el Primer Festival de Canto Popular en La Paz, volviendo a cruzar camino con los hermanos Musso, esta vez ya con Santiago Tavella en sus filas. Las actuaciones volvieron a cesar después de que Jorge Martinovic fuera detenido por la dictadura.

### El Cuarteto de Nos
Fue aquí donde Alvin empezó, y seguiría hasta la actualidad, a dar clases de batería y ganó popularidad en el ámbito musical local. Nuevas oportunidades aparecieron cuando un amigo suyo, Leonardo Baroncini, le indicó que necesitaba ser suplido en una de sus bandas. Fue entonces cuando le presentó a los ya mencionados Roberto y Ricardo Musso y a Santiago Tavella, ya conglomerados bajo el nombre de El Cuarteto de Nos.
Los inicios de Álvaro Pintos en la banda constaron de la presentación de trabajos como Soy una Arveja (1987), Emilio García (1988) y Canciones del corazón (1991), por los cuales obtuvieron reconocimiento en la escena musical local, pero sin lograr todavía ser una banda mediática, esto cambió con la presentación de Otra Navidad en las Trincheras (1994), con el que ganaron gran popularidad en Uruguay y lograron un “doble platino”.
Sin embargo, siguió también con sus proyectos aparte, y en 1985, ya con el control de una versión primigenia del ahora estudio Elepé, Riki Musso, Andrea Davidovics, Javier Silveira y él, fueron reunidos por Tabaré Rivero. Ese día se formaría la Tabaré Riverock Banda, proyecto que abandonarían tanto él como Riki poco después de la publicación del primer disco, Sigue siendo rocanrol (1987).
Tanto él como el Cuarteto de Nos generaron polémica a raíz de la canción “El día que Artigas se emborrachó”, haciendo referencia al prócer uruguayo José Gervasio Artigas. Él junto a los otros integrantes del grupo fue denunciado por el Ministerio de Educación y Cultura en 1996 y aunque el juicio quedó nulo, el INAME (Instituto Nacional del Menor) intervino en el asunto. Como consecuencia el disco se catalogó como no apto para menores de 18 años y fue vetado en la radio durante el horario de protección al menor. Está registrado como el único intento de censura en Uruguay después de la dictadura.

## La Trampa
En 1997, Pintos empezó su etapa en La Trampa, clientes del estudio Elepé que se quedaron sin baterista poco antes de grabar su segundo disco. Así empezaron 10 años en los que compartiría escenario tanto con ellos como con El Cuarteto de Nos. En el momento de dar el paso de hacer la primera gira continental, en 2007 con el Cuarteto de Nos, Alvin abandonó La Trampa.
Aparte de su función en la percusión de El Cuarteto de Nos, hace coros en algunas canciones y hasta se desempeña como voz principal en un tema, "Yo soy Alvin, el batero". Además, dicta clases de batería en Montevideo y en Buenos Aires y mantiene su propia sala de grabación, el Estudio Elepé.

## Discografía

### Con El Cuarteto de Nos
- Soy una Arveja (Orfeo SULP 90856, 1986)
- Emilio García (Orfeo, 1988)
- Canciones del corazón (Orfeo 91106-4, 1991)
- Otra Navidad en las Trincheras (Ayuí/Tacuabé ae126cd, 1994)
- Barranca abajo (Ayuí/Tacuabé ae141cd, 1995)
- La misma porquería (recopilatorio - Orfeo, 1995)
- El tren bala (Manzana verde, 1996)
- Revista ¡¡Ésta!! (BMG, 1998)
- Cortamambo (Koala records, 2000)
- El Cuarteto de Nos (Bizarro Records 3126-2, 2004)
- Raro (Bizarro Records 3476-2, 2006)
- Bipolar (Warner Music, 2009)
- Lo mejor de... El Cuarteto de Nos (recopilatorio - Batacazo Records, 2010)
- Porfiado (Warner Music, 2012)
- Habla tu espejo (Warner Music, 2014)
- Apocalipsis zombi (Sony Music, 2017)
- Jueves (Sony Music, 2019)
- Lámina Once (Porfiado Records, 2022)
- Puertas (Porfiado Records, 2025)

### Con La Tabaré Riverock banda
- Sigue siendo rocanrol (Orfeo, 1988)
- Archivoteca (Ayuí/Tacuabé, 2003)

### Con La Trampa
- Calaveras (Ayuí, 1997)
- Resurrección (Koala Records, 1999)
- Caída libre (Koala Records, 2002)
- Frente a frente (Koala Records, 2003)
- Laberinto (Koala Records, 2005)

## Premios y nominaciones  (con El Cuarteto de Nos)
- 2007 - Premio Graffiti de la música uruguaya - Canción del año "Yendo a la casa de Damián"
- 2007 - Latin Grammy - Nominado por "Yendo a la casa de Damián"
- 2010 - Premio Graffiti de la música uruguaya - Canción del año "El hijo de Hernández"
- 2010 - Latin Grammy - Nominado por "El hijo de Hernández"
- 2010 - Premios Gardel de la música argentina - Nominado por "El hijo de Hernández"
- 2012 - Premios Latin Grammy - Nominado por "Mejor álbum pop/rock" - Ganador por "Porfiado"
- 2012 - Premios Latin Grammy - Nominado por "mejor canción de rock" - Ganador por "Cuando sea grande"